# Madame de Parabère
Marie-Madeleine Coatquer de La Vieuville de Kermorial, divenuta tramite il matrimonio marchesa di Parabère (Parigi, 6 ottobre 1693 – Parigi, 13 agosto 1755), è stata una nobildonna e marchesa francese, favorita di Filippo d'Orléans, reggente del regno di Francia all'inizio del regno del re bambino Luigi XV.

## Biografia

### Nascita e matrimonio
Marie-Madeleine (o Maria Maddalena in italiano) era la figlia di René-François de La Vieuville e Marie-Louise de La Chaussée d'Eu (1673-1715). Suo padre era un cavaliere d'onore della regina di Francia Maria Teresa d'Austria, e governatore del Poitou. Sua madre, di origine piccarda, era una dama di compagnia della Madamigella duchessa di Berry, figlia del duca d'Orléans, futuro reggente.
All'età di diciotto anni, l'8 giugno del 1711, sposò César-Alexandre de Baudéan, marchese di Parabère. Costui, nato nel 1682, aveva undici anni più di lei. Nipote alla maniera bretone della duchessa di Navailles, era un brigadiere dell'esercito regio, ma non si distinse a livello militare, né ricoprì alcun incarico alla corte di Francia.
Durante le loro brevi nozze, ebbero tre figli (due bambini e una bambina). La marchesa, tuttavia, non tardò a consolarsi della mancanza d'amore di suo marito nelle braccia di altri uomini, in particolare lord Bolingbroke, che le riservò molte attenzioni.
Ella fu la proprietaria dell'hôtel de Ségur, nell'odierna piazza Vendôme.

### Vita da vedova e vita a corte
Sua madre voleva evitare che sua figlia piombasse nella vita "galante", rammentando la prima moglie di suo padre, Anne-Lucie de La Mothe-Houdancourt, che fu un'amante minore del re Luigi XIV. Così ella impedì più volte che il duca di Orléans si avvicinasse a lei. Ciononostante, dopo la sua morte avvenuta il 10 o l'11 settembre del 1715 per un cancro al seno, Marie-Madeleine si fece conoscere in breve tempo a corte per la sua vita amorosa.

Quando il marchese di Parabère morì il 13 febbraio del 1716, la sua vedova si sentì ancora più libera di quanto non lo fosse prima. Nello stesso anno, divenne l'amante ufficiale del duca d'Orléans, ormai reggente del regno, ma ciò non le impedì di avere varie avventure dalla breve durata, con il cavaliere di Matignon (con la cui coppia ebbe un litigio, secondo Maurepas), con il marchese di Beringhen oppure con il duca di Richelieu.

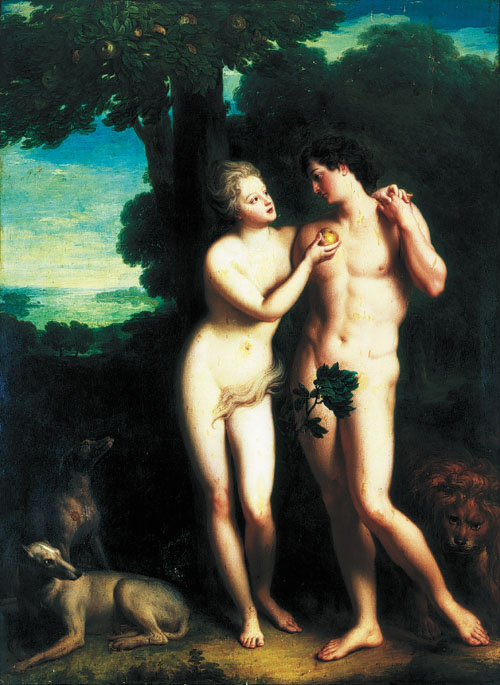
Madame de Parabère e Filippo d'Orléans ritratti come Eva e Adamo da Jean-Baptiste Santerre, nel 1717

Ella ebbe, secondo la duchessa vedova d'Orléans, due o tre figli dal reggente. Dato che quest'ultimo aveva capito che la sua favorita gli era vicina, la fece alloggiare al castello di Asnières, dove si svolsero alcune bevute che, secondo il suo medico Claude Deshaies-Gendron (1663-1750), hanno accelerato la morte dell'amante.
Tra il 1716 e il 1717 il pittore Jean-Baptiste Santerre la ritrasse assieme a Filippo d'Orléans in due composizioni: una nella quale Marie-Madeleine è ritratta come Minerva, la dea della sapienza della mitologia romana, e una nella quale la coppia viene raffigurata come Adamo ed Eva nel giardino dell'Eden. Nel 1720, ella dovette affrontare un intrigo orchestrato da Marie-Thérèse Blonel de Phalaris, che voleva sostituirla come amante ufficiale del reggente. Ci riuscì dal 1 al 5 dicembre del 1720, ma Madame de Parabère tornò a essere la favorita del reggente.

### Litigio con il reggente e ultimi anni
Il 13 dicembre del 1720, ella litigò con il reggente, in quanto costui era andato a letto con due ragazze dell'opera di Parigi: dopo una disputa oltraggiosa, Madame de Parabère lasciò il suo amante intorno al 10 gennaio del 1721. Nonostante Madame de Phalaris fosse divenuta la sua nuova amante, il reggente, ancora innamorato, fece spesso visita a Marie-Madeleine nel suo castello.
Dopo qualche mese, Madame de Parabère si ritirò in un istituto religioso per pentirsi del suo comportamento in passato; il motivo è dovuto al fatto che un sermone religioso l'aveva colpita e le aveva fatto ripensare alla sua condotta, ma si dice anche che sia divenuta devota a causa di una malattia da cui guarì.
Si ritirò definitivamente dalla vita mondana nel 1739 e morì a Parigi il 13 agosto del 1755, all'età di sessantuno anni.

## Personalità

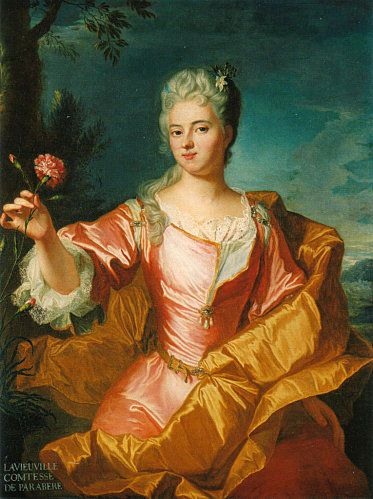
La Vieuville comtesse de Parabère, bottega di Hyacinthe Rigaud, 1711

Elisabetta Carlotta, duchessa vedova d'Orléans, madre del reggente, la descrisse così in una lettera del 1720: "Il piccolo corvo nero non è sgradevole, ma viene ritenuta una stupida. È capace di mangiare e bere molto e fare delle sciocchezze; ciò diverte mio figlio e gli fa dimenticare tutti i suoi impegni".
Jean-François Barrière (1786–1868), uno storico, la descrisse come una "giovane, spiritosa e graziosa", con una "riservatezza che lo affascinò [il reggente] forse perché lo colse di sorpresa [...]; ella era viva, leggiadra, capricciosa, altezzosa, collerica". Aggiunse poi che lei non aveva alcuna ambizione, cosa confermata da Elisabetta Carlotta in una lettera del 15 agosto del 1719: "Mio figlio dice di essersi affezionato alla Parabère perché lei non desidera niente che non sia divertirsi, e lei non si occupa di alcun affare".